# Tolminski Kuk
Tolminski Kuk – najwyższy szczyt górski grzbietu Spodnje Bohinjske o wysokości 2085 m n.p.m. znajdujący się w Alpach Julijskich w Słowenii.

## Położenie i okolica
Tolminski Kuk znajduje się na terenie Parku Narodowego Triglav, na grzbiecie górskim Spodnje Bohinjske, pomiędzy szczytami Vrh Planje, a Zeleni vrh. Jest na pograniczu gmin Tolmin i Radovljica, w regionie Goriška.

## Dostęp
Wymieniona jest większość znakowanych szlaków turystycznych:
- Planina Kuk – Tolminski Kuk  4 h 30 min
- Koča pri Savici – Tolminski Kuk (przez Vrh Planje) 6 h 15 min
- Koča pri Savici – Tolminski Kuk 5 h 45 min
- Koča pri Savici – Tolminski Kuk (mijając Dom na Komnie oraz przez Škrbinę) 6 h 45 min
- Vogel – Tolminski Kuk  5 h 35 min
- Planina Polog – Tolminski Kuk (przez dolinę) 6 h 15 min
- Ukanc – Tolminski Kuk 5 h 30 min
- Tolminske Ravne – Tolminski Kuk (przez szczyt Razor) 4 h 45 min
- Kneške Ravne – Tolminski Kuk (przez Škrbino) 6 h 15 min